# A Swingin' Safari
A Swingin' Safari is een instrumentaal nummer uit 1962, gecomponeerd door Bert Kaempfert, onder zijn alias Bernd Bertie. Het werd door Kaempfert opgenomen bij Polydor Records en in de Verenigde Staten uitgebracht bij Decca Records. Het nummer bevat een opvallend hoofdthema, gespeeld op de piccolo als vervanging voor de traditionele tinwhistle, en een trompetsolo van Manfred "Fred" Moch. De single haalde de hitlijsten niet.

## A Swingin' Safari (album)
Het nummer was de titeltrack van een lp met orkestraties van de Zuid-Afrikaanse kwela-stijl van pennywhistlemuziek, populair in de jaren 50.  Het album werd toegeschreven aan "Bert Kaempfert and His Orchestra".
Dit album werd voor het eerst uitgebracht in de Verenigde Staten in augustus 1962 onder de titel That Happy Feeling en stond in september van dat jaar al op nummer 14 in de hitlijsten. Het werd vervolgens in de herfst van datzelfde jaar uitgebracht op de Europese markt onder de titel A Swingin' Safari.

## Tracklist
De tracklist voor het album was:
- "A Swingin' Safari" – Geschreven door Bert Kaempfert (3:06)
- "That Happy Feeling" – Geschreven door Guy Warren (2:54)
- "Market Day" – Geschreven door Kaempfert (2:31)
- "Take Me" – Geschreven door Kaempfert en Helmut Brüsewitz (3:01)
- "Similau" – Geschreven door Arden Clar en Harry Coleman (2:56)
- "Zambesi" – Geschreven door Anton de Waal, Bob Hilliard & Nico Carstens (2:48)
- "Afrikaan Beat" – Geschreven door Kaempfert (2:26)
- "Happy Trumpeter" – Geschreven door Kaempfert (2:37)
- "Tootie Flutie" – Geschreven door Kaempfert (2:09)
- "Wimoweh" – Geschreven door Paul Campbell & Roy Ilene (2:41)
- "Black Beauty" – Geschreven door Kaempfert & Cedric Dumont (2:34)
- "Skokiaan" – Geschreven door August Msarurgwa & Tom Glazer (2:49)